# Cees van Zweeden
Cornelis Jacob "Cees" van Zweeden (Amsterdam, 16 februari 1915 – Den Haag, 18 december 2003) was een Nederlandse verzetsstrijder, volleyballer en bondscoach. Hij speelde als international vlak na de oorlog in het eerste nationale volleybalteam, tijdens de West-Europese kampioenschappen in Rome. In september 1947 was hij mede-oprichter van de Nederlandse Volleybalbond (NeVoBo).

## Loopbaan
Van Zweeden behaalde in 1937 zijn akte lichamelijke opvoeding aan het Christelijk Instituut voor Lichamelijke Opvoeding in Den Haag.
Gedurende de Tweede Wereldoorlog was hij als knokploegleider actief in het verzet. In 1949 werd hem het Oorlogsherinneringskruis toegekend. Een jaar later reikte Prins Bernhard hem in Soesterberg de Bronzen Leeuw uit, wegens moedig verzet tijdens de slag om Ypenburg in de meidagen van 1940. Na de oorlog speelde Van Zweeden samen met zijn jongere broers Jan en Rinus in het eerste nationale volleybalteam, tijdens de West-Europese kampioenschappen in Rome.
In de periode 1948-1963 was Van Zweeden vijftien jaar lang bondscoach van het Nederlands volleybalteam. Onder zijn leiding werd Nederland in 1962 in Parijs West-Europees kampioen. Onder zijn leiding debuteerde Bram Vermeulen in de nationale ploeg. Ook als clubcoach was hij succesvol. Met RVC (Rijswijkse Volleybal Club) behaalde hij tienmaal het kampioenschap van Nederland. Eind jaren zeventig werd er in zijn woonplaats Rijswijk een sporthal naar hem genoemd. Van Zweeden was een fervent sporter, ook buiten het volleybal. Hij reed driemaal de Elfstedentocht (in 1942, 1954 en 1956), en tenniste en schaatste tot zijn tachtigste.
Zijn andere passie was pianospelen. In 1937 slaagde hij voor de Volmakingsgraad pianospel aan het Koninklijk Vlaams Conservatorium in Antwerpen.
In 1982 ontving hij uit handen van de toenmalige voorzitter van de volleybalbond, Piet de Bruijn, de gouden speld, behorend bij het erelidmaatschap van de bond. In 1989 werd hij Ridder in de orde van Oranje-Nassau, vanwege zijn verzetsdaden en zijn verdiensten voor de gemeente Rijswijk.
Van Zweeden overleed in 2003 op 88-jarige leeftijd.